# Coprosma rapensis
Coprosma rapensis är en måreväxtart som beskrevs av Forest Buffen Harkness Brown. Coprosma rapensis ingår i släktet Coprosma och familjen måreväxter. Inga underarter finns listade i Catalogue of Life.